# Дрегенешть (комуна, Нямц)
Дрегенешть, Дрегенешті (рум. Drăgănești) — комуна у повіті Нямц в Румунії. До складу комуни входять такі села (дані про населення за 2002 рік):
- Дрегенешть (729 осіб)
- Орцешть (405 осіб)
- Ришка (121 особа)
- Шоймерешть (390 осіб)

Комуна розташована на відстані 320 км на північ від Бухареста, 42 км на північ від П'ятра-Нямца, 91 км на захід від Ясс.

## Населення
У 2009 року у комуні проживали 1912 осіб.

## Зовнішні посилання
- Дані про комуну Дрегенешть на сайті Ghidul Primăriilor [Архівовано 21 травня 2011 у Wayback Machine.]